# Descendents
Descendents — американская панк-рок-группа, образованная в 1977 году в Хермоса Бич, Калифорния. Изначально группа представляла собой нью-вейв-трио: Билл Стивенсон (ударные), Фрэнк Наветта (гитара) и Тони Ломбардо (бас). После прихода в 1980 году старого школьного друга Стивенсона, Майло Окермана, в качестве вокалиста, они сменили курс на быстрый панк-рок, став одной из главных хардкор-формаций Лос-Анджелеса.
Несколько раз за свою карьеру Descendents распадались и собирались вновь, иногда с различными музыкантами. Последнее воссоединение группы произошло в 2010 году.
На данный момент багаж группы представляет собой семь студийных альбомов, три концертных альбома, три компиляции и три мини-альбома.

## Дискография
- Milo Goes to College (1982)
- I Don't Want to Grow Up (1985)
- Enjoy! (1986)
- All (1987)
- Everything Sucks (1996)
- Cool to Be You (2004)
- Hypercaffium Spazzinate (2016)

## Участники группы

### Текущий состав
- Билл Стивенсон (Bill Stevenson) – ударные (1979–1983, 1984–1988, 1995–1997, 2002–2004, 2010-н.в.)
- Майло Окерман (Milo Aukerman) – вокал (1980–1984, 1985–1988, 1995–1997, 2002–2004, 2010-н.в.)
- Карл Альварез (Karl Alvarez) – бас-гитара (1987–1988, 1995–1997, 2002–2004, 2010-н.в.)
- Стивен Эгертон (Stephen Egerton) – гитара (1987–1988, 1995–1997, 2002–2004, 2010-н.в.)

### Бывшие участники
- Тони Ломбардо (Tony Lombardo) – бас-гитара (1979–1984)
- Фрэнк Наветта (Frank Navetta) – гитара (1979–1984)
- Рэй Купер (Ray Cooper) – гитара, вокал (1982–1987)
- Дуг Кэррион (Doug Carrion) — бас-гитара (1986–1987)